# Paweł Łoś
Paweł Łoś herbu Dąbrowa (zm. 1596) – kasztelan płocki. 
Pochodził z Wronowego. Urodził się w rodzinie Jana i Katarzyny z domu Starczewskiej. Miał brata Stanisława Jakuba (1501–1551). Poślubił Młodzianowską, nieznaną z imienia. Był ojcem stolnika ciechanowskiego Jakuba, kasztelana wyszogrodzkiego Jana oraz Stanisława, niewidomego od urodzenia.
Początkowo chorąży ciechanowski, następnie kasztelan płocki w latach 1593–1596. W 1575 roku podpisał elekcję Maksymiliana II Habsburga. 
Stanisław Józef Duńczewski w herbarzu wspomina Pawła Łosia, chorążego ciechanowskiego, następnie kasztelana płockiego podczas transakcji, w aktach ziemskich i grodzkich ziemi ciechanowskiej. Transakcje te odbywały się pomiędzy potomkami Pawła i rodem Młodzianowskich, z których kasztelan miał żonę.